# Río Pliego
Río Pliego är ett vattendrag i Spanien.   Det ligger i provinsen Murcia och regionen Murcia, i den sydöstra delen av landet, 300 km sydost om huvudstaden Madrid.